# 105인 사건
105인 사건(百五人事件)은 1911년 1월 1일부터 일본 제국 조선총독부가 서북 지방의 신민회, 기독교, 부호, 지식층 등의 항일세력에게 데라우치 마사타케 암살 모의 누명을 씌우고 대거 체포하여 한국의 민족운동을 대대적으로 탄압한 사건이다.
1910년 12월 27일 일본 제국 조선총독부가 독립군 양성자금을 모으던 안명근 등을 체포한 안명근사건(安明根事件)을 시작으로, 안명근사건과 엮어서 황해도 일대의 항일지도자들을 체포한 안악사건(安岳事件)이 발생하였다. 그래서 안명근사건을 안악사건이라고도 한다. 1911년 1월 1일부터는 평안도 일대의 기독교, 신민회, 부호, 지식층 등의 항일세력에게 데라우치 마사타케 암살 모의 누명을 씌우고 대거 체포한 신민회사건(新民會事件)이 발생되었다. 신민회사건으로 실형을 선고 받은 인물이 105인이기 때문에 신민회사건을 105인사건(百五人事件)이라고도 한다. 네 사건 모두 동시다발적으로 일어났기 때문에 다 같은 사건으로 보기도 한다.

## 경과

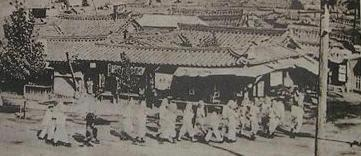
105인 사건 관련자들 체포 장면

### 안명근 사건(안악 사건)
망명 중이던 안명근은 한국에 입국하여 배경진·박만준(朴萬俊)·한순직(韓淳稷)과 함께 각 도에 무관학교를 설립하여 독립군을 양성시키려는 계획 하에 황해도의 부호들로부터 군자금을 비밀리에 모으던 중 조선총독부 경무총감부에게 발각, 1910년 12월 27일 평양에서 재령헌병대원에 체포되어 관계자 전원이 구속되었다. 이를 '안명근사건(安明根事件)'이라 한다.
일제는 안명근사건과 엮어서 황해도 일대의 김홍량(金鴻亮), 김구, 崔明植, 李承吉, 都寅權, 金庸濟 등 안악양산학교(安岳楊山學校) 관련자와 면학회 및 부호, 지식인층 160여명을 체포하였다. 그래서 안명근사건을 '안악사건(安岳事件)'이라고도 한다.
1911년 8월 30일 안명근사건(안악사건)의 주모자 안명근 이하 관련자 전원은 '강도 및 강도미수죄'를 적용받아 각각 다음과 같은 선고를 받았다. 이후 수차례의 재판을 거치면서 개인마다 실제 투옥기간은 달라졌다.
- 종신형: 안명근(安明根)
- 징역 15년: 김구(金龜), 김홍량(金鴻亮), 한순직(韓淳稷), 배경진(裵敬鎭), 이승길(李承吉), 박만준(朴萬俊), 원행섭(元行燮)
- 징역 10년: 도인권(都寅權)
- 징역 7년: 김용제(金庸濟), 최명식(崔明植), 양성진(楊星鎭), 김익연(金益淵)
- 징역 5년: 최익형(崔益馨), 고봉수(高奉守), 박형병(朴衡秉), 장윤근(張倫根), 한정교(韓貞敎)
- 기타 40여명이 제주도·울릉도로 유배되었다.

### 신민회 사건(105인 사건)
안명근 등을 체포한 즉시 조선총독부는 다시 평안도 일대의 항일지도자와 기독교 세력을 일소시키기 위하여 '일당 60여명이 1910년 12월 27일 주모자 이승훈·안태국의 인솔 하에 압록강철교 준공식에 참석한 조선총독부 총독 데라우치 마사타케를 암살하려고 했다'라고 허위의 사건을 조작하고는 1911년 1월 1일부터 신민회 중심 인물 600여명을 체포하였다. 이를 '신민회사건(新民會事件)'이라 한다. 신민회사건으로 실형을 선고 받은 인물이 105인이기 때문에 신민회사건을 '105인사건(百五人事件)'이라고도 한다.
1911년 10월 18일 신민회사건으로 기소된 122인 중 105인이 '보안법(위반) 및 총독모살미수죄'를 적용받아 징역 5~10년형을 선고 받았다. 105인의 명단과 형기는 아래와 같았다. 이후 수차례의 재판을 거치면서 개인마다 실제 투옥기간은 달라졌다.
- 징역 10년: 윤치호(尹致昊), 양기탁(梁起鐸), 안태국(安泰國), 이승훈(李承薰), 임치정(林蚩正), 유동열(柳東說)
- 징역 7년: 옥관빈(玉觀彬), 장응진(張膺震), 차리석(車利錫), 나일봉(羅一鳳), 변인서(邊麟瑞), 최예순(崔叡順), 양준명(梁濬明), 선우혁(鮮于爀), 김일준(金一俊), 곽태종(郭泰鍾), 최덕윤(崔德潤), 이용화(李溶華), 임경엽(林冏燁), 최성주(崔聖柱), 홍성린(洪成麟), 오희원(吳熙源), 이기당(李基唐), 송자현(宋子賢)
- 징역 6년: 이덕환(李德煥), 이춘섭(李春燮), 김동원(金東元), 김두화(金斗和), 윤성운(尹聖運), 정익로(鄭益魯), 안경록(安慶祿), 신상호(申尙昊), 신효범(申孝範), 장시욱(張時郁), 홍성익(洪成益), 차균설(車均卨), 이용혁(李龍爀), 강규찬(姜奎燦), 양전백(梁甸伯), 이봉조(李鳳朝), 노효욱(魯孝郁), 김창환(金昌煥), 노정관(魯晶瓘), 안준(安濬), 주현측(朱賢則), 김익겸(金益謙), 이창석(李昌錫), 이태달(李泰達), 최주익(崔周杙), 김찬오(金燦五), 조덕찬(趙德燦), 이명룡(李明龍), 임도명(任道明), 백몽규(白夢奎), 이근택(李根宅), 오학수(吳學洙), 지상주(池尙周), 김시점(金時漸), 정원범(鄭元範), 유학렴(劉學濂), 장관선(張寬善), 김창건(金昌健), 백용석(白用錫)
- 징역 5년: 오대영(吳大泳), 옥성빈(玉成彬), 김응조(金應祚), 윤원삼(尹愿三), 서기풍(徐基澧), 안세환(安世桓), 정주현(鄭周鉉), 양준희(梁濬熙), 손정욱(孫廷郁), 정덕연(鄭德燕), 이동화(李東華), 이정순(李正舜), 김현식(金賢軾), 차희선(車熙善), 이우순(李迂淳), 나봉규(羅鳳奎), 백일진(白日鎭), 홍규민(洪奎旻), 차영준(車永俊), 길진형(吉鎭亨), 조영제(趙永濟), 강봉우(姜鳳羽), 백남준(白南俊), 오택의(吳宅儀), 편강렬(片康烈), 나승규(羅昇奎), 안성제(安聖濟), 김선행(金善行), 김용화(金溶華), 최제규(崔濟奎), 최성민(崔聖民), 이재윤(李載允), 이지원(李枝元), 박상훈(朴尙薰), 박병행(朴秉行), 박찬형(朴賛亨), 이병제(李秉濟), 김봉수(金鳳洙), 김용오(金龍五), 나의섭(羅義涉), 김응봉(金應鳳), 안광호(安光浩)

1913년 3월 20일 최종 공판에서 윤치호, 양기탁, 임치정, 이승훈, 안태국 등 5명에게 징역 6년, 옥관빈에게 징역 5년이 선고되었다. 나머지 99명에게는 무죄가 선고되었다.

## 영향
사건 관련자들이 압송되는 것을 경성의 용산역에서 출발하는 열차 안에서 보던 이승훈은 고개를 돌려 눈물을 흘리다가 총독부 경찰에 의해 정체가 탄로나 체포되기도 했다. 체포 이송 도중 신석규는 경의선 열차로 호송되던 중 투신하여 자결하였고, 한태동 등은 옥중에서 사망하였으며, 전덕기 등은 고문 후유증으로 죽었다. 이 사건으로 신민회의 전국 조직은 모두 와해되고, 1심에서 105명 모두 유죄 선고되었으나 항소심에서는 99명은 무죄, 나머지 6명은 유죄가 선고되어 옥고를 치렀다.
기독교 인사이자 반일인사로 지목된 이승만은 미국 선교사들의 도움으로 출국, 체포를 모면하였고, 김규식은 이 사건 이후 일제의 꾸준한 회유와 협박을 피해 1913년 차량편으로 만주에 인삼장사 하러 간다는 핑계로 몽골로 망명하였다. 윤치호는 6년간 수감되었으며 일본의 회유로 인해 독립운동 활동에 소극적으로 변신하였다.
전덕기는 체포되어 혹독한 고문을 받았다. 병보석으로 풀려났으나 고문후유증과 폐결핵으로 인한 늑막염으로 2년간 투병생활을 하다 영면했다. 이동휘는 함경도에서 체포되어 황해도 무의도에 3년간 유배되었다.
양기탁 등은 4년형을 살고 출소하였으며, 이승훈은 징역 10년형을 선고 받았다.
1917년 11월 24일 옥관빈은 최종 석방되었다.
1924년 4월 9일 안명근은 15년간 경성형무소 복역 후 가석방 되었다.

## 같이 보기
| - 신민회 - 안명근 - 안창호 - 양기탁 - 임치정 - 이동녕 - 이승훈 - 윤치호 - 전덕기 - 김동원 | - YMCA - 이상재 - 이동휘 - 이회영 - 안정근 - 윤치오 - 유길준 - 안창호 - 김규식 - 최광옥 - 함태영 | - 김홍량 - 신규식 - 신석구 - 신석우 - 이승훈 - 박중양 - 옥관빈 - 유길준 - 한태동 - 안익태 |